# Bel Air (Seicheles)
Bel Air é um Distrito das Seicheles localizado na região central da Ilha de Mahé, com 4.444 km²  de área territorial e 677.3/km² de Densidade populacional.
Em 2021 a população de Bel Air foi estimada em 3,010 habitantes, já de acordo com o censo de 2010 a população é de 2,857 dentre eles 1,453 homens (50.9%) e 1,404 (49.1%).